# Mel Patton
Melvin Emery „Mel” Patton (ur. 16 listopada 1924 w Los Angeles, zm. 9 maja 2014 w Fallbrook) – amerykański lekkoatleta, sprinter.
Największe sukcesy odniósł w końcu lat 40. XX wieku, kiedy był studentem Uniwersytetu Południowej Kalifornii. Był akademickim mistrzem USA (NCAA) w biegu na 100 jardów w 1947 oraz podwójnym mistrzem na 100 jardów i 220 jardów w 1948 i 1949. W 1947 r. wyrównał należący do Jesse Owensa rekord świata na 100 jardów wynikiem 9,4 s., a w następnym roku poprawił go na 9,3 s.
Podczas igrzysk olimpijskich w 1948 w Londynie został mistrzem olimpijskim w biegu na 200 metrów i w sztafecie 4 × 100 metrów. w biegu na 100 metrów zajął 5. miejsce, co było jedną z jego nielicznych porażek na tym dystansie.
Po zakończeniu wyczynowego uprawiania sportu był przez jakiś czas trenerem, a potem pracował w przemyśle elektronicznym jako kierownik waszyngtońskiego oddziału firmy Sanders Associates.